# Ducale
La Ducale è stata una casa discografica italiana, attiva negli anni Settanta.

## Storia
La Ducale venne fondata nel 1970 da Davide Matalon, ex padrone della Italdisc e scopritore di Mina.
Tra gli artisti che incisero per questa casa discografica, i due cantautori Roberto Vecchioni e Renato Pareti, e la cantante di origine eritrea Lara Saint Paul.
Nell'epoca dei 33 giri, la Ducale ottenne la licenza di stampare in Italia in esclusiva le seguenti etichette discografiche straniere:
- Arion: etichetta discografica francese
- Europa: etichetta discografica tedesca

## Dischi
La datazione qui riportata si basa sull'etichetta del disco o sulla copertina; qualora nessuno di questi elementi abbia una datazione, è basata sulla numerazione del catalogo; talora è, infine, basata sul codice della matrice di stampa. Se esistenti, sono riportati, oltre all'anno, il mese e il giorno (quest'ultimo dato si trova, a volte, stampato sul vinile).

### 33 giri
| Numero di catalogo | Anno | Interprete        | Titoli                                                                   |
| ------------------ | ---- | ----------------- | ------------------------------------------------------------------------ |
| DUC 2              | 1971 | Roberto Vecchioni | Parabola                                                                 |
| DUC 5              | 1972 | Sergio Ticozzi    | La sorgente che si trova nel bosco è più limpida, forse, della verità... |
| DUC 6              | 1972 | Roberto Vecchioni | Saldi di fine stagione                                                   |
| DUC 7              | 1973 | Roberto Vecchioni | L'uomo che si gioca il cielo a dadi                                      |
| DUC 8              | 1973 | Renato Pareti     | Dal mio lontano                                                          |
| DUC 9              | 1973 | Roberto Vecchioni | Il re non si diverte                                                     |

### 45 giri
| Numero di catalogo | Anno | Interprete        | Titoli                                                              |
| ------------------ | ---- | ----------------- | ------------------------------------------------------------------- |
| DUC 237            | 1972 | Roberto Vecchioni | Fratelli?/I pazzi sono fuori                                        |
| DUC 240            | 1973 | Roberto Vecchioni | L'uomo che si gioca il cielo a dadi/Sono solamente stanco di morire |
| DUC 241            | 1973 | Renato Pareti     | La mosca/Notti grandi e blu                                         |
| DUC 245            | 1974 | Roberto Vecchioni | La farfalla giapponese/Messina                                      |
| DUC 246            | 1974 | Romolo Ferri      | Piccola incosciente/Dimmi, hai presente?                            |
| DUC 247            | 1974 | Tony Verga        | Vieni con noi al mare/Micio                                         |
| DUC 248            | 1975 | Tony Verga        | Ballerina/Quadriglia                                                |
| DUC 249            | 1975 | Romolo Ferri      | Povero amore/Dicevi no                                              |
| DUC 252            | 1975 | I Modena          | Spettabile ditta/Quando tu tornerai da me                           |
| DUC 256            | 1977 | Lara Saint Paul   | Capirai/Fermiamoci un momento                                       |
| DUC 262            | 1979 | Sharyn Rose       | Tarzan And Jane/You Are Something Special                           |
| DUC 265            | 1984 | Lucas             | Milano rock/Un ragazzo di 200 anni                                  |